# Кринична (притока Гайчул)
Кринична (рос. Б.Криничная) — балка (річка) в Україні у Новомиколаївському й Гуляйпільському районах Запорізької області. Ліва притока річки Гайчул (басейн Дніпра).

## Опис
Довжина балки приблизно 5,43 км, найкоротша відстань між витоком і гирлом — 4,99  км, коефіцієнт звивистості річки — 1,09 . Формується багатьма балками та загатами. Балка практично пересихає.

## Розташування
Бере початок на південно-східній околиці селища Тернувате. Тече переважно на північний схід через заповідник Гайчур і на північно-західній околиці села Нове Запоріжжя впадає у річку Гайчул, ліву притоку Вовчої.

## Цікаві факти
- Біля гирла балки на східній стороні на відстані приблизно 486,97 м у селі Нове Запоріжжя пролягає автошлях Т 0401[2] (автомобільний шлях територіального значення у Дніпропетровській та Запорізькій областях. Пролягає територією Дніпровського, Синельниківського, Васильківського, Покровського, Гуляйпільського, Пологівського, Токмацького та Мелітопольського районів через Дніпро — Васильківку — Покровське — Гуляйполе — Пологи — Токмак — Молочанськ — Мелітополь. Загальна довжина — 254,8 км.).